# Hoya burmanica
Hoya burmanica ist eine Pflanzenart der Gattung der Wachsblumen (Hoya) aus der Unterfamilie der Seidenpflanzengewächse (Asclepiadoideae). Die Art ist in Myanmar und Assam (Indien) beheimatet.

## Merkmale
Hoya burmanica ist eine epiphytischer spärlich verzweigter Strauch. Die Triebe wachsen zunächst aufrecht, später hängen sie. Sie sind 40 cm lang, in Kultur bis 2 m. Sie sind im Querschnitt rund, und messen 3 bis 5 mm im Durchmesser. Sie sind behaart, ältere Triebe verholzen und werden oft kahl. Die Internodien sind (1–)5 bis 10 (–15) cm lang. Die gegenständigen Blätter sind gestielt. Die im Querschnitt runden, 2,5 mm dicken Stiele sind 3 bis 5 cm (–10) cm lang und mit Borsten besetzt. Die Blattspreiten sind dreieckig bis eiförmig-lanzettlich, 3 bis 10 cm und 1 bis 3 cm breit. Sie sind fleischig-ledrig mit spitzem Apex und stumpfwinkliger Basis. Die Ränder sind umgebogen. Die Oberseite ist dunkelgrün bis gelblich mit grauen Flecken, wenn die Blätter der vollen Sonne ausgesetzt sind. Die Unterseite ist hellgrün. Ober- und Unterseite sind spärlich fein behaart, werden aber mit zunehmendem Alter kahl. Die Blattnervatur ist kaum sichtbar, nur die Mittelrippe ist auf der Unterseite etwas erhaben und dunkelgrün. Die Sekundärrippen sind kaum zu erkennen.
Die doldenförmigen Blütenstände entspringen einzeln den Nodien und enthalten bis etwa 12 Blüten. Die Oberseite ist konvex gewölbt. Der fein behaarte Blütenstandsstiel ist persistierend, 3 bis 7 cm (selten bis 10 cm) lang und misst 1,5 bis 2,5 mm im Durchmesser. Die rundlichen Narben früherer Blütenstände bleiben an der Basis sichtbar. Die spärlich fein behaarten Blütenstiele sind 10 bis 20 mm lang mit einem Durchmesser von etwa 1 mm. Die hellgrünen Blütenknospen sind apikal (oben) abgeflacht. Die hellgrünlich bis gelbe Blütenkrone misst 10 bis 14 mm in Durchmesser. Die Kelchblätter sind dreieckig mit einem spitzen oder auch runden Apex. Sie sind 1,5 bis 2 mm lang und etwa 1 mm breit. Auf der Außenseite sind sie borstig behaart mit 1 oder 2 mehrzelligen Drüsen (Colleter) an der Basis. Die Kronblattzipfel sind dreieckig bis breit-eiförmig und zugespitzt bis leicht zipfelig endend. Sie sind direkt am Blütenstiel waagrecht abgespreizt und biegen dann etwa im 45°-Winkel nach oben. Die Zipfel sind etwa 6 mm lang und an der Basis 4 mm breit. Sie sind an der Basis kahl zur Spitze hin fein behaart, die Spitze selber ist wieder kahl. Der Stiel der Nebenkrone besitzt einen Ring langer Borsten. Die Nebenkrone ist matt gelb mit einem pink gefärbten Zentrum. Sie ist ca. 3 mm hoch und misst 4 bis 5 mm im Durchmesser. Die Zipfel der Nebenkrone sind bootförmig, 2 bis 2,5 mm lang und 1 bis 1,5 mm breit. Der äußere Fortsatz ist rund, apikal abgeflacht mit basal umgebogenen Rändern. Der innere Fortsatz ist zugespitzt. Die Blüten bleiben bis etwa 7 Tage offen. Sie duften nur schwach.
Das Pollinarium misst 825 × 550 μm. Die Pollinia sind länglich, apikal schräg trunkiert. Sie messen 550 μm in der Länge und haben eine maximale Breite von 250 μm. Das Corpusculum weist zwei seitliche, häutige Flügel auf. Der zentrale Teil misst 330 μm in der Länge und 125 μm in der Breite, bzw. mit den Flügeln 450 μm. Das Caudiculum (Translatorarm) ist 150 μm lang. Die Balgfrucht steht einzeln auf dem Stiel. Sie ist 5 cm lang bei einem Durchmesser von 1 cm.

## Ähnliche Art
Hoya burmanica ähnelt stark Hoya pandurata Tsiang (1939). Sie unterscheidet sich aber durch die stärker zurück gebogenen Kronblattzipfel und durch die deutlich kürzeren Pollinien bzw. deutlich kleineres Längen-/Breiten-Verhältnis.

## Geographische Verbreitung und Habitat
Das Verbreitungsgebiet erstreckt sich von Thailand über die zentralen Teile von Myanmar bis nach Assam (Indien) und Bangladesch. Aveyranov et al. fanden die Art auch in Vietnam.
Der Lebensraum eines 2007 gesammelten Exemplar war ein saisonal halbimmergrüner Regenwald mit niedrigen Bäumen in 800 bis 1000 m Höhe über Meereshöhe. Nach Aveyranov et al. wächst Hoya burmanica in Vietnam auch lithophytisch auf steilen Kalksteinfelsen in 1350 bis 1500 m Höhe über dem Meeresspiegel.

## Taxonomie
Das Taxon wurde von Robert Allen Rolfe 1920 aufgestellt. Der Typus war eine Pflanze in Kultur im Kew Gardens. Rodda & Simonsson Juhonewe bestimmten zum Lectotypus das Exemplar K000449127.